# Kerkgebouw Gereformeerde Gemeenten (Sint-Annaland)
De kerk van de Gereformeerde Gemeenten is een kerkgebouw in de tot de Zeeuwse gemeente Tholen behorende plaats Sint-Annaland, gelegen aan Weststraat 25.

## Geschiedenis
Vermoedelijk is de voorloper van dit kerkgenootschap, een afscheiding van de Hervormde Kerk, opgericht in 1854. In 1855 werd een kerkgebouw aan de Tienhoven in gebruik genomen en in 1872 werd het huidige gebouw aan de Weststraat betrokken, toen nog Achterstraat genaamd. In 1907 werd de kerkgemeente opgenomen in het kerkgenootschap van de Gereformeerde Gemeenten. In 1953 splitste een groepering zich af om toe te treden tot het kerkgenootschap van de Gereformeerde Gemeenten in Nederland.
Van 2004-2007 kerkte ook de Hersteld Hervormde gemeente in dit kerkgebouw.

## Gebouw
Het betreft een uitermate sober gebouw onder zadeldak. Men gebruikte voor de begeleiding van de zang aanvankelijk een harmonium. In 1956 installeerde men een Spiering-orgel. In 1987 werd dit vervangen door een orgel dat gebouwd was door de firma Fama & Raadgever.